# Reprezentacja Polski na Mistrzostwach Europy w Wioślarstwie 2009
Reprezentacja Polski na Mistrzostwach Europy w Wioślarstwie 2009 liczyła 34 sportowców. Najlepszymi wynikami było 1. miejsce w ósemce mężczyzn.

## Medale

### Złote medale
ósemka mężczyzn (M8+): Patryk Brzeziński, Jarosław Godek, Michał Szpakowski, Krystian Aranowski, Piotr Hojka, Marcin Brzeziński, Wojciech Gutorski, Mikołaj Burda, Daniel Trojanowski

### Srebrne medale
dwójka podwójna wagi lekkiej kobiet (LW2x): Magdalena Kemnitz, Agnieszka Renc

### Brązowe medale
dwójka podwójna kobiet (W2x): Agata Gramatyka, Natalia Madaj
czwórka podwójna mężczyzn (M4x): Arnold Sobczak, Piotr Licznerski, Michał Słoma, Wiktor Chabel

## Wyniki

### Konkurencje mężczyzn
- dwójka bez sternika (M2-): Dawid Pacześ, Łukasz Kardas – 4. miejsce
- dwójka podwójna wagi lekkiej (LM2x): Mariusz Stańczuk, Jerzy Kowalski – 6. miejsce
- czwórka bez sternika (M4-): Ryszard Ablewski, Piotr Juszczak, Zbigniew Schodowski, Miłosław Kędzierski – 9. miejsce
- czwórka podwójna (M4x): Arnold Sobczak, Piotr Licznerski, Michał Słoma, Wiktor Chabel – 3. miejsce
- ósemka (M8+): Patryk Brzeziński, Jarosław Godek, Michał Szpakowski, Krystian Aranowski, Piotr Hojka, Marcin Brzeziński, Wojciech Gutorski, Mikołaj Burda, Daniel Trojanowski – 1. miejsce

### Konkurencje kobiet
- dwójka podwójna (W2x): Agata Gramatyka, Natalia Madaj – 3. miejsce
- dwójka podwójna wagi lekkiej (LW2x): Magdalena Kemnitz, Agnieszka Renc – 2. miejsce
- ósemka (W8+): Anna Jankowska, Marlena Ertman, Zuzanna Trzcińska, Magda Korczak, Kinga Kantorska, Kornelia Nitzler, Joanna Leszczyńska, Kamila Soćko, Paulina Górska – 5. miejsce